# Sangeacul Semendria
Sangeacul Semendria (în sârbă Smederevski sandžak sau Смедеревски санџак; în turcă Semendire Sancağı), cunoscut și cu numele Pașalâcul Belgrad, a fost o unitate administrativă otomană (sanjak), care a existat din secolul al XV-lea până la începutul secolului al XIX-lea. El se afla pe teritoriul actual al Serbiei Centrale, Serbia.

## Guvernatori (sangeac-bei)
- Ali Bey Mihaloğlu (1462–1507)
- Kučuk Bali-beg Jahjapašić (după 1521, înainte de 1526)
- Hadži Mustafa Pașa (1793–1801)
- Bekir Pașa (1804)
- Suleiman Pașa (1813–1815)
- Marashli Ali Pașa (1815–1817)